# Ultimate Thor
Ultimate Thor es un antihéroe del universo de Ultimate Marvel basado en la versión del Universo Marvel de Thor. Thor es el Dios Asgardiano del Trueno basado en la deidad del mismo nombre de la mitología nórdica.
Thor fue adaptado de la versión cómica de Stan Lee y Jack Kirby de Thor por Mark Millar y Bryan Hitch, apareciendo por primera vez en The Ultimates. A diferencia de su contraparte en la continuidad primaria de Marvel, Ultimate Thor no tiene un alter ego humano. En su versión 616, Thor comparte un cuerpo con un humano llamado Donald Blake, pero en el universo "Ultimate" Blake es su hermano, Balder. Ultimate Thor es el guerrero-Dios de la leyenda nórdica, reencarnado en la Tierra como un mortal llamado Thorleif Golmein, que en este caso, empuña un Mjölnir tecnológico que le concede poderes (finalmente, Thor reclama el Mjolnir "original" en forma de martillo de origen sobrenatural). El rediseño "Ultimate" del personaje también reduce el número de poderes de Thor, y reduce la dependencia del personaje sobre su martillo, Mjolnir, como fuente de poder. Tal vez lo más importante, la personalidad de larga tradición del Dios del Trueno se alteró drásticamente, cambiándolo de un ansioso y dispuesto combatiente divino a un guerrero egocéntrico, posiblemente inestable y algo reacio.
Aunque el plazo inicial de The Ultimates y su secuela The Ultimates 2 están escritos de tal manera como para dejar al lector incierto sobre la verdadera divinidad de Thor, se confirmó finalmente en The Ultimates 2, #13 que él es el verdadero dios nórdico.

## Biografía del personaje

### Origen
Ultimate Thor fue una vez un enfermero psiquiátrico llamado Thorlief Golmen hasta que sufrió una crisis nerviosa antes de su cumpleaños número 30. Durante los 18 meses que pasó institucionalizado, afirma que se ha dado cuenta quién es y por qué ha sido enviado a la Tierra. Él afirmó ser Thor, dios nórdico del trueno, en una misión para salvar el planeta y poner fin a la "guerra para acabar con todas las guerras". Su activismo político y social, así como sus propios libros de autoayuda, atrajo a hippies rebeldes y teóricos conspirativos. Él habló en contra de la agresión militar de Estados Unidos hacia otras potencias mundiales y el complejo industrial-militar. Sin embargo, la verdad detrás de estas afirmaciones es cuestionable, ya que venía de personajes que estaban asociados con Loki o incluso el propio Loki. Loki es conocido por ser un dios nórdico que cambia la realidad. El mismo Thor dice haber sabido quién era desde que tenía doce años, y que su crisis nerviosa solamente le trajo una mayor claridad.

### Ultimates
En The Ultimates, cuando el General Nick Furia contactó con Thor acerca de unirse a los Ultimates, Thor se negó a trabajar para el complejo industrial-militar que él detesta. Cuando Hulk apareció en Manhattan, Thor se negó a asistir a menos que el Presidente duplicara el presupuesto de ayuda extranjera. No mucho tiempo después de que los Ultimates enfrentan a Hulk, el presidente cedió y Thor apareció a tiempo para salvar al Capitán América de Banner. Después de la batalla, Thor se convirtió en un buen amigo de Tony Stark y Steve Rogers, prometiendo su apoyo cuando haya vidas en peligro. Durante la cena, le explica a Stark y Rogers sus orígenes e insiste en que él es el artículo genuino. Poco después, Thor fue informado de los Chitauri y enviado a investigar una presunta base Chitauri en Micronesia. Fueron salvados por el campo de fuerza de Iron Man después de que descubrieron la base abandonada ya punto de explotar. Una vez que una flota Chitauri apareció en Arizona, Thor llevó a los sobrevivientes allí. Él y Iron Man entonces prestaron apoyo aéreo contra la nave Chitauri hasta que la Fuerza Aérea llegó. Después de que Iron Man le pidió a Thor que le ayudara a deshacerse de la bomba Chitauri que destruiría todo el sistema solar, Thor la teletransportó a los desperdicios de Náströnd, un mundo desértico en el cosmos asgardiano donde su detonación causó solamente una pequeña ondulación en nuestro espacio-tiempo.

### Ultimate War
En Ultimate War, Thor aparece como un miembro de los Ultimates, recuperando los muertos con Iron Man después del ataque en el volumen uno. Cuando Magneto ataca a los Ultimates, él dice que se sorprende de ver a Thor con los Ultimates, y le pregunta si cree que puede cambiarlos. Thor lanza a Mjolnir al Amo del Magnetismo, pero Magneto se las arregla para detenerlo a centímetros de su casco y lo lanza de nuevo a Thor, enviándolo a través de una pared. Thor se une a los Ultimates para atacar a la Patrulla X más tarde; luchó contra Tormenta pero es derrotado por Coloso.

### Ultimate Six
En Ultimate Six, Thor aparece con los Ultimates mientras trae a Kraven el Cazador, aunque rechaza las solicitudes del Capitán América sobre atrapar a Kraven o traerlo de vuelta. Es visto ayudando en los esfuerzos de reconstrucción en Bosnia cuando fue convocado a raíz de la fuga de los Seis. Thor es el que vence a Electro durante la batalla culminante en la Casa Blanca.

### Ultimate Secret
En Ultimate Secret, Thor y Iron Man escoltan a los Cuatro Fantásticos a Nevada. Cuando los Kree atacan la base, Thor, Viuda Negra, Johnny Storm y La Cosa luchan contra los alienígenas. Como es idolatrado por Johnny Storm y Ben Grimm, se confraterniza con ellos hasta el punto de ordenarle a Carol Danvers que prepare un tonel de cerveza para después de la batalla.

### Ultimate Fantastic Four
Thor ha aparecido o ha sido mencionado en varias historias de los Cuatro Fantásticos Ultimate. Reed Richards en un punto creó versiones infantiles duras de luz de los Ultimates y pensó que Thor era el superhumano más poderoso del planeta. Esto fue refutado cuando Namor parecía ser físicamente más fuerte. En otra historia un parásito interdimensional que buscaba al ser más poderoso del planeta omitió a un Thor presente y poseyó al Doctor Muerte. Esto se atribuye a una combinación de los estados físicos y el conocimiento de magia atlante de Muerte.
Thor apareció como un personaje secundario en una línea temporal alternativa como el Presidente de los Estados Unidos debido al viaje en el tiempo que implicaba invasores Skrull. En ésta, sus poderes fueron descritos como "naturales". Esta versión alternativa fue asesinada durante la invasión Skrull y dejó de existir cuando la línea de tiempo fue borrada.
Thor apareció en una historia posterior que incluía a Thanos. Dijo que había luchado con Thanos en el pasado y trató de luchar otra vez junto con el resto de los Ultimates. Fue derrotado rápidamente debido a que Thanos poseía el Cubo Cósmico y se convirtió en un árbol. Esto fue deshecho cuando Thanos fue derrotado por los Cuatro Fantásticos.

### Ultimates 2
En Ultimates 2 Thor ha renunciado a los Ultimates, debido a su creencia de que el equipo se ha convertido en una herramienta de la política exterior estadounidense. En un restaurante, conoce a su compañero asgardiano Volstagg, también reencarnado como un ser humano, que le advierte que su medio hermano Gunnar Golmen/Loki se ha escapado y está cambiando la realidad en la Tierra para atacar a Thor. Volstagg luego es borrado de la realidad haciendo que parezca que Thor es delirante. Después de que la identidad de Bruce Banner de Hulk se filtró al público, el Capitán América acusa a Thor del acto, pero Thor niega las acusaciones y trata de advertir al Capitán América de la influencia de Loki, pero sus advertencias son rechazadas al igual que sus afirmaciones de ser Thor. Una manifestación antisupersoldados en Italia se vuelve violenta debido a la interferencia de Loki. Cuando Thor interviene en favor de los manifestantes, el incidente es usado como una excusa para que los Ultimates se unan a los supersoldados de la Iniciativa Europea de Defensa para arrestarlo. El científico jefe de EDI, Gunnar Golmen, revela que los poderes de Thor son de naturaleza tecnológica, que vienen de su cinturón y su martillo. Gunnar explica que Thor es realmente su propio hermano con problemas mentales que le robó el equipo y se ha estado actuando como Thor, el Dios del Trueno, desde entonces. Gunnar afirma que el equipo le da a Thor fuerza física y poderes más allá de cualquier otra persona en el planeta, y que es demasiado peligroso enfrentarlo solos.
Thor es rastreado a Noruega. Después de que no logra convencer a los Ultimates que Gunnar es realmente un disfrazado Loki manipulando la realidad, una batalla sobreviene. A pesar de resistir él solo al principio, Thor es finalmente abrumado y tiene que recurrir a una tormenta. En el último momento, Mercurio es capaz de quitarle el cinturón despojando a Thor de sus poderes y su habilidad para usar a Mjolnir. Thor luego es encerrado en el Triskelion todo el tiempo siendo burlado por Loki, que es invisible para todos excepto para él y trata de convencerlo de que está loco.
Thor es encarcelado en el Triskelion hasta el último número de la serie, donde sus intentos para advertir a los Ultimates sobre los peligros que vienen son ignorados. Después de la conquista de los Libertadores de América, Thor es liberado por Odín (que fue ayudado por la Bruja Escarlata usando su poder mutante hex para efectuar la probabilidad de que Thor recupere su poder) y restauró su poder por completo a tiempo para luchar contra un Loki revelado. Al principio Loki lleva las de ganar al usar sus poderes sobre la realidad para volverse inmune al martillo de Thor y vencer al dios del trueno mientras convoca a un ejército de monstruos asgardianos para matar a los Ultimates. Después de que un ejército de guerreros asgardianos llegan para luchar contra los monstruos, los poderes de Loki dejan de funcionar por razones desconocidas. Durante la batalla Loki revela que es responsable de crear la idea de un programa de supersoldado noruego y culpar al Capitán América. Thor es capaz de destruir la forma mortal de Loki y enviar su espíritu de vuelta a Odín para ser castigado. Ahora vindicado en sus pretensiones de divinidad, Thor descubre que los Ultimates ya no trabajarán para el gobierno, y vuelve a unirse al equipo.

### Ultimate Power
En Ultimate Power, Thor aparece junto al resto de los nuevos Ultimates junto a Nick Furia llegando para luchar contra el Escuadrón Supremo cuando destruyen el techo del Edificio Baxter. Después de la batalla Thor usó su martillo para teletransportar el Helitransporte con el equipo para el Supremoverso. Allí se engancha con Hyperion en combate pero es derrotado por la velocidad superior del primero.
En Ultimate Power #7 Thor gana la ventaja contra Hiperión, derribándolo con un relámpago enorme y luego golpeándolo severamente con Mjolnir. También contraataca a Zarda mientras intenta impedirle golpear a Hiperión.

### Ultimates 3
En Ultimates 3 Thor pasa por muchos cambios que lo hacen lo más cercano a su homólogo convencional. Él es rediseñado con una barba y un cuerpo más voluminoso. Se vuelve mucho más ansioso para la batalla y más vengativo. Su hacha/martillo es reemplazado por uno más cercano a la versión principal de Mjolnir en aspecto. Él ha formado una relación romántica con Valquiria, que, misteriosamente, ha obtenido poderes sobrehumanos. Él empieza a hablar en un patrón shakesperiano, afirmando que es la forma en que realmente habla y con su divinidad no estando más en duda, siente que ya no tiene que esconderse. Durante el curso de la historia revela que tiene una colección de armas que eran un regalo de Odín forjadas por Ulik el trol. El arma hacha/martillo está entre ellos.
Durante el curso de la historia Thor ayuda al equipo cuando la Hermandad de Mutantes ataca su mansión. Más tarde viaja a la Tierra Salvaje con los Ultimates para hacer frente a Magneto. Una vez más combate con Magneto, pero es rápidamente derrotado y enterrado cerca del centro de la Tierra. Después de que la verdadera mente maestra detrás de los eventos se revela, Thor intenta hacer frente a Magneto de nuevo, pero Magneto usa sus poderes para arrebatarle el martillo a Thor y luego se va. Después de esto, Thor comienza a usar una espada.
Donald Blake también apareció en el primer número de la serie como el médico que trató de revivir a la Bruja Escarlata después ser asesinada. Blake nunca fue visto otra vez en la serie, pero más tarde aparecería en Ultimate Thor donde se revela que Balder, el hermano de Thor y Loki y los ojos y oídos de Odín, revivió en forma humana después de haber sido asesinado por Loki.

### Ultimatum
Como se mencionó, Magneto utiliza el martillo de Thor para crear destrucción en todo el mundo. Durante estos eventos Thor, al encontrar el cuerpo sin vida de Valquiria, entra a Valhalla para recuperar su alma. Entonces se enfrenta a Hela, que obliga a Thor a luchar contra el ejército de guerreros caídos de Hela para llegar hasta Valquiria. El Capitán América aparece de repente en Valhalla, dando a entender que él ha muerto. En Valhalla, Thor se sacrifica para salvar a Valquiria y al Capitán América de Hela y esto les permite volver a vivir.

### New Ultimates
En New Ultimates #1 se le ve todavía encarcelado, exigiéndole a Hela que lo devuelva a la Tierra y a Valquiria. Ella le dice que le dará todo lo que su corazón desea, a cambio de un hijo. La próxima edición tiene una visión mostrada a Valquiria por Amora donde está haciendo el amor con Hela ya que no tenía otra opción. Más tarde Hela le dice que otra alma sigue siendo necesaria para que se fuera, Thor dice que será suya, pero se encuentra incapaz de matarla porque ella ya está embarazada. Al final de la edición él es resucitado a costa de la muerte de Valquiria. Thor luego entra en una rabia buscando a su hermano y atacando a los Ultimates en el proceso, hasta que finalmente lo encuentra y regresa su martillo hacia los Ultimates viendo como él sigue muy enojado.

### Ultimate Comics: Avengers vs. New Ultimates
Thor se mantuvo en los Ultimates cuando fueron contratados por Carol Danvers y luchó con el equipo de black-ops de Nick Furia nombre código los Vengadores. En este punto, Thor estaba de vuelta en una relación con Jane Foster y compartió un piso con ella y comenzó a hablar como una "persona normal" de nuevo cuando Tony Stark prometió donar dinero a la caridad si Thor abandonaba su patrón de discurso "shakesperiano falso" asgardiano. En la batalla final, durante la revolución en Corea del Norte organizada por Gregory Stark, Thor y los Ultimates luchó contra Gregory, cuyos traje con superpoderes le hizo demasiado poderoso para derrotar hasta que Iron Man lo desactiva con un pulso electromagnético, dándole la oportunidad a Thor de matar a Gergory en el lugar con un rayo.

### Ultimate Comics: Spiderman
El retorno y reunión de Thor a los Ultimates se confirmó en las páginas de  Ultimate Comics: Spiderman, donde es visto como uno de los Ultimates que la Directora Danvers le pide consejo, y uno de los Ultimates que le enseña a Spider-Man a ser un héroe. Luego es mostrado asistiendo al funeral de Peter Parker, donde refleja que él también ha visto a Peter comiendo en Valhalla con los difuntos miembros de la Patrulla X y Ultimates.

### Ultimate Comics: Thor
Ultimate Comics: Thor revela la historia personal de Thor en Asgard y antes de los eventos de The Ultimates. Hace eones, Thor residía en Asgard junto con sus hermanos Balder y Loki, y bajo el gobierno del rey Odín. Odín prevé que Asgard pronto caerá y elige a Thor para defender los caminos de Asgard después de ese evento. El martillo Mjolnir es diseñado para contener el poder de Asgard, y Thor es el único que es capaz de empuñar el arma. Después de asesinar a Balder y robar las piedras Norn sagradas, Loki se traslada a la Tierra. Allí, él se alinea con los nazis en la Segunda Guerra bajo la apariencia del Barón Zemo. Loki utiliza las piedras para volver a Asgard, armado con un ejército de gigantes del hielo y soldados nazis. En la batalla, Odín transporta a Loki a la Sala Sin Puertas, pero posteriormente es asesinado por un gigante de hielo llamado Mamut. Mientras Asgard se desmaterializa, Thor entrega un poderoso golpe final contra los invasores.
En la Tierra moderna, Thor demuestra ser el sujeto del programa Supersoldado Europeo. Sus poderes se muestran como una función del programa, diseñado por el ESS para imitar la iconografía nórdica con Thor como el símbolo del supersoldado de Noruega, pero el proyecto encuentra un bloque inesperado tropezando cuando las pretensiones de Thor de ser la encarnación humana de un dios nórdico lleva a los científicos a cargo del programa a creer que está loco. El psiquiatra Dr. Donald Blake se reveló más tarde que es el renacido Balder y le dice a los científicos que su examen sugiere que Thor es quien dice ser. Balder le dice a Thor que, a pesar de que Ragnarok destruye a Asgard, los Dioses viven en los corazones de los mortales y aún no se han vuelto a despertar. Esto, además de los costos financieros que entraron en el programa del supersoldado, convence a los científicos de completar la obra que convierte a Thor en un supersoldado. Se le concede un traje diseñado para aumentar significativamente su fuerza, dejándolo prácticamente imbatible, además de ser equipado con un dispositivo de manipulación del tiempo que le permite controlar el clima y teletransportarse a través del espacio. Cuando los científicos encaran la dificultad al manejar el tamaño de la máquina, Thor les dice que la conviertan en la cabeza de su nueva hacha-martillo.
Una vez que le permiten ser libre, Thor trabaja en varios proyectos humanitarios, y rechaza las ofertas del General Nick Furia de unirse a los Ultimates. Mientras tanto, Loki escapa de la Sala sin Puertas y regresa a la Tierra. Balder convence a Thor de asumir su responsabilidad como un héroe como Thor se une a los Ultimates para someter a Hulk. A pesar de sus ideales pacifistas, Thor promete "llevar el trueno" contra "los hombres que hacen la guerra".

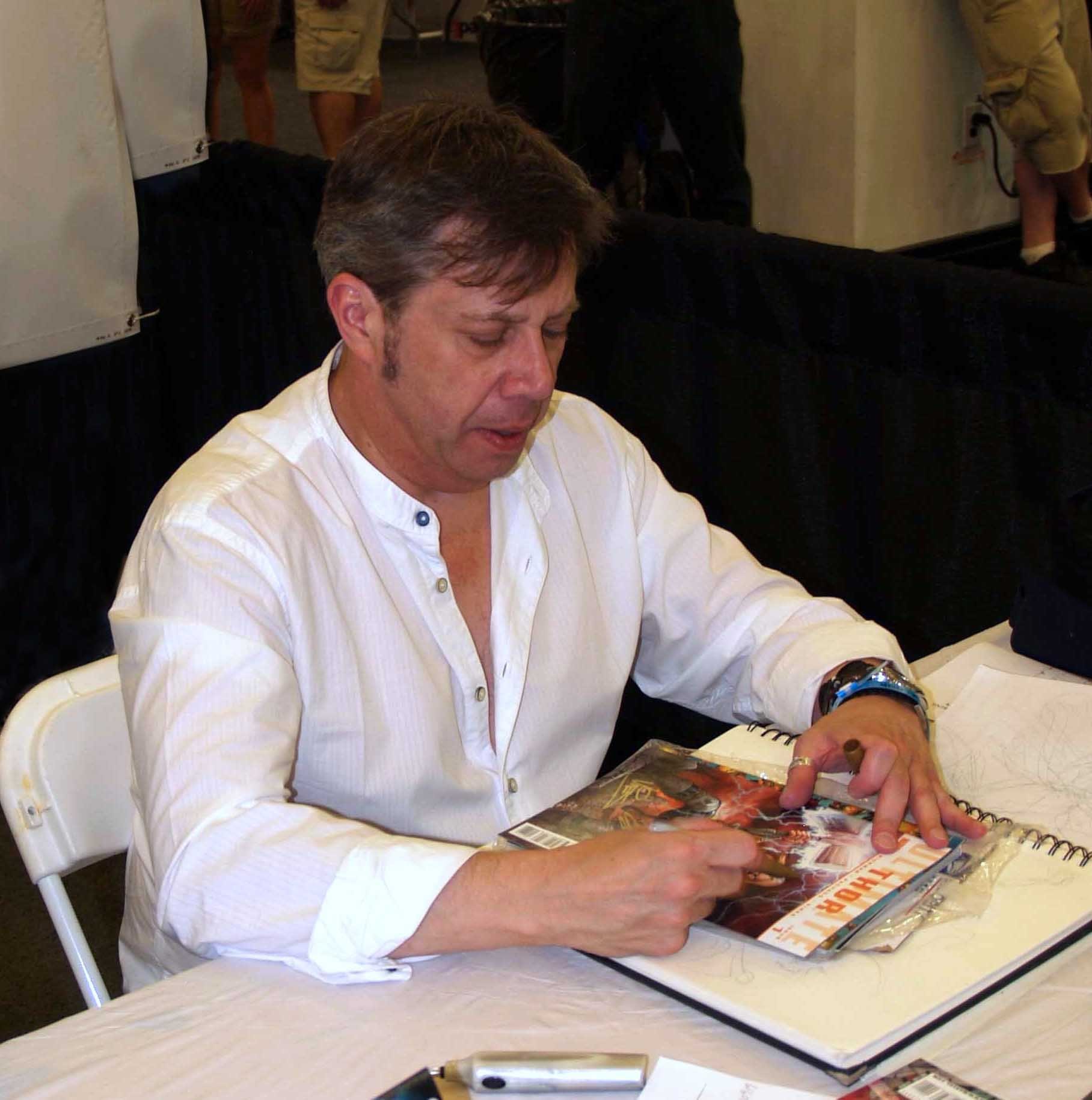
C. Pacheco con un ejemplar en la ed. del 2013 de la Wizard World New York Experience.

### Ultimate Comics: The Ultimates
Reed Richards regresó a la Tierra y fundó una organización llamada los Hijos del Mañana, un grupo de humanos evolucionados con el objetivo de dominar el mundo, construyendo su base llamada la Cúpula. El interior de la Cúpula se degrada a un ritmo acelerado comparado con el mundo exterior. Más de 900 años han pasado en el interior de la cúpula, por lo que sus habitantes evolucionaron a perfectos superhumanos. La EUSS atacó la cúpula con el Capitán Britania, Capitán España y Capitán Francia junto con Thor. Los héroes fueron sometidos por los enemigos y algunos de ellos fueron asesinados, drenando sus poderes. Después de examinar a Thor, Richards, ahora llamado el Hacedor, envió a los Hijos a por la fuente de poder de Thor, llevándolos a Asgard. Después de matar a todos los dioses asgardianos, los Hijos drenaron el poder de Yggdrasil, dejando a Thor impotente. Después de que Iron Man rescató a Thor, le proporcionó a Odinson una versión mejorada de su armadura de Supersoldado, con la que Thor se teletransportó a la cúpula en busca de venganza. Allí, él rescató al Capitán Britania, pero fue derrotado por los Hijos, y el Hacedor se mostró como Reed Richards, con la condición de entregar ese mensaje. Además, surgió una nueva habilidad para Thor, siendo el último asgardiano vivo, aparentemente "se convirtió" en Valhalla, siendo capaz de ver el fantasma de los asgardianos muertos como Odín, Loki, y otros, que al parecer también actúa como su conciencia, ayudándolo. A raíz de estos eventos, Thor se trasladó a la Torre Stark con Jane Foster. Thor estuvo presente con Stark cuando los Ultimates fueron marcados como forajidos que le acompañaron cuando Stark detalló sus planes de cómo derrotar a Reed Richards para el nuevo Presidente de los Estados Unidos. Él derrotó fácilmente a Hulk, que fue controlado por el Hacedor y le inyectó un suero de Hombre Gigante.

## Poderes y habilidades
Thor tiene una enorme fuerza sobrehumana, resistencia y durabilidad. Al principio de la serie, sus poderes físicos eran totalmente dependientes de su cinturón debido al hecho de que él no tenía acceso a sus poderes divinos. Después de ser restaurado por Odín, sin embargo, no está claro si el cinturón aumenta sus poderes o, de hecho, no sirve de ningún propósito en absoluto.
Thor posee la habilidad de controlar el clima a gran escala. Él es capaz de convocar tormentas y controlar cantidades masivas de rayos. Puede teletransportarse a través del espacio y entre las dimensiones. No se sabe hasta qué punto depende de sus armas para estas habilidades. No se sabe si Thor puede controlar otros tipos de clima. Ambas variaciones de su martillo son capaces de estos poderes.
Thor posee cierta habilidad en el combate. Se le representa con un arsenal de armas que van desde diferentes tipos de martillos a espadas y dagas. Sin embargo, el híbrido hacha/martillo principalmente manejado por el personaje es considerado como la versión "Ultimate" de Mjöllnir, como se revela en Ultimate Power #9. Sin embargo, en la miniserie Ultimate Thor se revela que el martillo que se asemeja a la versión de la Tierra 616 era su arma cuando era un dios, y se perdió durante el Ragnarok. Cuando él es reencarnado como Thorleif Golmen, se le da armadura basada en tecnología y una fuente de energía portátil que le da sus poderes sobrehumanos, que se convirtió en el hacha-martillo reconocible de The Ultimates.
A partir de The Ultimates 3, Thor ya no usa el cinturón o usa el hacha-martillo, y en su lugar utiliza el "verdadero" Mjolnir. Cuando los Hijos del Mañana drenan la Fuerza de Odín y exterminan a la raza asgardiana, Thor es despojado de sus poderes divinos y da su martillo cuadrado a su hijo Modi antes de empujarlo hacia el Árbol del Mundo. A partir de entonces, él usa el cinturón y el hacha-martillo que blandía antes, ahora más potente debido a los avances realizados por Tony Stark.

## Película
Ultimate Thor aparece en las dos películas animadas Ultimate Avengers y Ultimate Avengers 2, que son una adaptación libre de The Ultimates. En Ultimate Avengers, La apariencia de Thor es considerablemente menor que las apariencias de los otros héroes. Aparece por primera vez con un grupo de manifestantes ecologistas cuando Nick Furia y el Capitán América se le acercan para unirse a los Vengadores, a lo que se niega duramente. Él aparece en el clímax de la película a tiempo para ayudar a derrotar a la flota Chitauri y Hulk. En Ultimate Avengers 2, él salva una situación que implica la muerte de los Vengadores a manos de las fuerzas de invasión Chitauri. Él desobedece la exigencia de Odín de regresar a Asgard y dejar de interferir en los asuntos del hombre. Él ayuda al equipo en la lucha contra la invasión mundial y confirma su afirmación de ser el Dios del Trueno al revivir a Iron Man, que está cerca de la muerte en este punto. Él aparece en el monumento al Hombre Gigante fallecido.
Thor sufre algunas diferencias para hacerlo parecerse al Thor original creado por Stan Lee. Su traje y martillo no han cambiado de The Ultimates, a pesar de que está bien afeitado y tiene en pantalla reuniones con Odín. Mjöllnir se muestra que tiene la prueba de dignidad similar al Thor clásico, pero Hulk demuestra ser capaz de levantar el martillo con un gran esfuerzo físico.